# Mușchi pterigoidian medial
Mușchiul pterigoidian medial sau intern (latină: musculus pterygoideus medialis) este un mușchi patrulater situat pe fața medială a ramurii mandibulei.

## Origine și inserție
Mușchiul pterigoidian medial este un mușchi gros și de formă pătrată. Are două capete de origine. Capul profund este componenta majoră de origine și este atașat de fața medială a lamei pterigoidiene laterale a osului sfenoid. Capul superficial este atașat de tuberozitatea maxilară și procesul piramidal al osului palatin. Fibrele mușchiului pterigoidian medial merg posterolateral și se inseră pe fața medială a ramurii și unghiului mandibulei. Împreună cu maseterul, mușchiul pterigoidian medial formează o centură în jurul mandibulei.

## Inervație și vascularizație
Pterigoidianul medial este inervat de nervul pterigoidian medial, ramură a diviziunii mandibulare a nervului trigemen. Primește sânge de la ramurile pterigoidiene ale arterei maxilare.

## Acțiuni
Principala acțiune este cea de ridicare a mandibulei. În contracția unilaterală trage mandibula medial. Contracția sa împreună cu cea a pterigoidianului lateral de aceeași parte determină proiecția înainte a părții corespunzătoare a mandibulei, în timp ce condilul mandibulei de partea opusă rămâne fix.